# 전주기전여자고등학교
전주기전여자고등학교(全州紀全女子高等學校)는 대한민국 전북특별자치도 전주시 완산구 효자동3가에 있는 사립 고등학교이다.

## 학교 연혁
- 1900년 4월 24일 : 미국 남장로교 최마태(Matti Tate) 선교사, 소녀 6명으로 학교 시작
- 1904년 9월 1일 : 전마리아(Mary Junkin) 선교사 초대 교장
- 1909년 7월 29일 : 전목사 긔렴여중학교로 학교명을 정함, The W.M Junkin Memorial school for girls, 이전에는 전주여학교(Chonju school for girls)로 칭했음
- 1910년 10월 3일 : 화산동에 2층 빨간 벽돌집 학교 신축 이전
- 1937년 10월 5일 : 일제의 신사 참배 거부, 자진 폐교
- 1946년 11월 26일 : 4년제 학교로 복교
- 1949년 4월 1일 : 인사례(Mrs Linton) 제7대 교장 취임
- 1954년 4월 15일 : 신학제에 따라 여고 1학년 1학급 설치
- 1956년 5월 26일 : 화산동 1가 187번지 학교 신축 이전
- 1962년 10월 4일 : 학교법인 호남 기독 학원으로 법인 개편(전주 신흥, 광주 수피아, 순천 매산, 목포 정명)
- 1996년 10월 18일 : 27학급으로 학친 변경
- 2005년 3월 2일 : 완산구 유연로 133 현위치 신축 이전
- 2021년 9월 1일 : 제16대 한희영 교장 취임

## 사건사고
1957년 4월 8일, 고등학교 3학년(1939년생)들이 쓰리쿼터를 빌어 버스를 타고 전주 화산동 일대에서 무주 구천동으로 수학여행을 가는데 무주에 도착하자 학생들이 "와~ 무주다!"라고 떠드는 통에 운전사도 일순 흥분하여 자동차가 고갯마루에 있는 4m 높이의 절벽으로 떨어져 운전사 1명, 교사 1명, 학생 10명이 중경상을 입다가 최종적으로 학생 6명이 사망하게 되었으며, 사고 여파로 콜튼 교장은 "김용길 교감"과 "김덕순 교사"에게 해임 처분을 내렸다.

## 참고 자료
- 전주기전여자고등학교 - 한국교육학술정보원 학교알리미